# 香港蛙人
《香港蛙人》（Priceless Adventure）是香港無綫電視1990年拍攝的電視連續劇，全劇共10集，監製梁家樹。主要演員有李司棋、夏雨、朱瑞棠、湘漪、林嘉華、江欣燕、雷宇揚等。為真實呈現劇中人物的移民生活，本劇遠赴加拿大多倫多實地拍攝。主題曲及插曲均由許冠傑作曲、填詞及主唱。
值得一提的是，在本劇拍攝時，李司棋、朱瑞棠和林嘉華已移民到加國，而男主角夏雨亦本劇拍畢數年後舉家移民當地生活。

## 演員表
- 李司棋 飾 陸笑媚
- 夏　雨 飾 羅展才
- 朱瑞棠 飾 羅　輝
- 湘　漪 飾 羅輝妻
- 雷宇揚 飾 羅展雄
- 江欣燕 飾 Grace
- 楊　羚 飾 羅婉兒
- 梁　珊 飾 Grace母
- 羅國維 飾 羅展文
- 劉桂芳 飾 羅展文妻
- 黎秀英 飾 垃圾婆
- 凌　漢 飾 工友甲
- 關子標 飾 工友乙
- 徐寶麟 飾  醫　生
- 羅　蘭 飾 陸笑媚母
- 鄭維嘉 飾 王靜兒
- 方　傑 飾 才友甲
- 梁建平 飾 才友乙
- 黃成想 飾 才友丙
- 王翠玉 飾 小姐甲
- 周汶華 飾 小姐乙
- 馮瑞珍 飾 七姨婆
- 林道權 飾 移民顧問
- 虞天偉 飾 水喉匠/Patrick
- 黃思恩 飾 Eric
- 何璧堅 飾 經　理
- 林嘉華 飾 Peter
- 鄭　莊 飾 Elaine
- 陳惠瑜 飾 雀　友
- 黃愷欣 飾 葉玉芳
- 西川千秋 飾 空　姐
- 李衛民 飾 Ben
- 亦　羚 飾 Alice
- 白　蘭 飾 雀　友
- 羅麗娟 飾 雀　友
- 莫燕嫦 飾 抄牌員
- 飾 金山伯
- 江活強 飾 Uncle
- 麥皓為 飾 芳　夫
- 李健強 飾 記　者